# Kent County League
Kent County League là một giải bóng đá nằm ở Kent, Anh. Giải đấu gồm 7 hạng đấu –  Premier Division, Division One East và West, Division Two East và West and Division Three East và West. Nó nằm dưới Kent Invicta League (Bậc 6 của National League System) sau sự thành lập Invicta League năm 2011.
Mùa giải 2015–16 có 15 câu lạc bộ thi đấu ở Premier Division. Hai đội cuối bảng bị xuống hạng và chơi ở các hạng đấu thấp hơn. Câu lạc bộ ở các quận nhỏ hơn có thể thăng hạng vào County League.  Các giải đấu góp đội bao gồm Bromley & District League, the Canterbury & District League, the Maidstone & District League, the Rochester & District League, the Sevenoaks & District League, the South London Alliance và the Tonbridge & District League.

## Các câu lạc bộ hiện tại mùa giải 2015–16

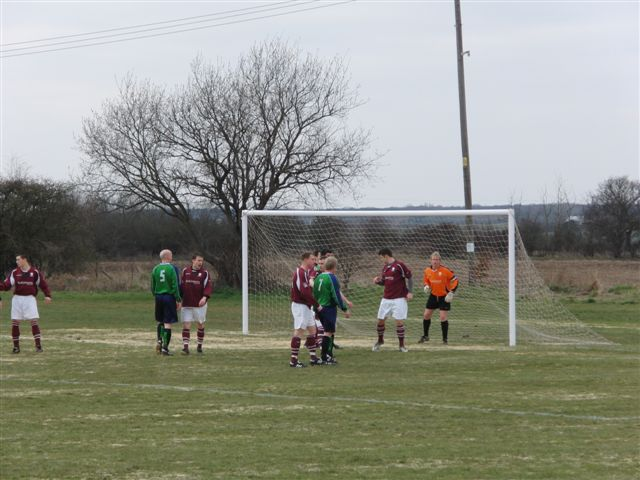
Một trận đấu ở Premier Division giữa Canterbury City và Snodland năm 2010

### Premier Division
- Bexley
- Borden Village
- Erith Sports
- Faversham Strike Force
- Fleetdown United
- Greenways
- Guru Nanak
- Halstead United
- Hildenborough Athletic
- Kennington
- Metrogas
- Snodland Town
- Stansfeld
- Staplehurst Monarchs United
- Tudor Sports

| - Aylesford Paper Mills Contrast Dự bị - Bearsted Dự bị - Bredhurst Juniors - Deal Sports - East Kent College - Hawkinge Town - Hollands & Blair Dự bị - Ide Hill - Lydd Town Dự bị - New Romney - Sutton Athletic Dự bị | - AFC Mottingham - Belvedere - Bexlians - Chipstead - Farnborough Old Boys Guild - Halls - Long Lane - Oaks & Junior Reds - Otford United - Peckham Town - Stansfeld Dự bị |

| - Ashford United Dự bị - Deal Town Dự bị - East Kent College Dự bị - Kennington Dự bị - Kings Hill - Larkfield & New Hythe Wanderers - New Romney Dự bị - Rolvenden - Sheppey United Dự bị - Sittingbourne Community - South Darenth | - Club Langley - Crayford Arrows - Dulwich Village - Fleetdown United Dự bị - FC Elmstead Dự bị - Johnson & Phillips - Lewisham Athletic - Long Lane Dự bị - Metrogas Dự bị - Old Bromleians - Old Roan - Orpington Dự bị |

| - Aylesford - Borden Village Dự bị - Cuxton - Guru Nanak Dự bị - Little Sharsted - Staplehurst Monarchs United Dự bị - Tankerton - University of Kent - Snodland Town Dự bị - West Farleigh - Willesborough Athletic - Yalding & Laddingford | - Bexlians Dự bị - Bridon Ropes Dự bị - Farnborough Old Boys Guild Dự bị - Halls Dự bị - Hildenborough Athletic Dự bị - Meridian VP Dự bị - Nomads Association - Old Roan Dự bị - Parkwood Rangers - Peckham Town Dự bị - Seven Acre & Sidcup Dự bị - South East Athletic - Welling Park |

## Danh sách danh hiệu
Các đội vô địch từng giải đấu như sau:

### Phía Tây 1951–92
| Mùa giải | Senior Division West          | Premier Division West      | D1 West                   | D2 West                    |
| -------- | ----------------------------- | -------------------------- | ------------------------- | -------------------------- |
| 1951–52  |                               | Thameside Amateur Athletic | Upton Athletic            |                            |
| 1952–53  |                               | Bakers Sports              | Saints Athletic           | Slade Green Athletic       |
| 1953–54  |                               | Crockenhill                | Slade Green Athletic      | Eltham Royals              |
| 1954–55  | Bakers Sports                 | Brentstonians              | Dusseks Sports            | Mottingham                 |
| 1955–56  | Bakers Sports                 | Churchfields Old Boys      | Mottingham                | Gough Cooper Sports        |
| 1956–57  | Crockenhill                   | Mottingham                 | Cray Social               | Brentstonians Dự bị        |
| 1957–58  | Brentstonians                 | Mottingham                 | Klingers Social           | David Evans                |
| 1958–59  | Brentstonians                 | Tunnel Sports              | Longlands Athletic        | Stansfeld                  |
| 1959–60  | Aylesford Paper Mills         | Beckenham Social           | Greenfield Sports         | Borough Green              |
| 1960–61  | Slade Green Athletic          | Beckenham Social           | G.E.C. (Erith)            | Slade Green Athletic Dự bị |
| 1961–62  | Swanley                       | Borough Green              | B.O.C.M.                  | Greenfield Sports Dự bị    |
| 1962–63  | R.O.F.S.A.                    | Stansfeld                  | Tunnel Sports Dự bị       | Lanbrook                   |
| 1963–64  | Aylesford Paper Mills         | Stansfeld                  | Greenfield Sports Dự bị   | L.E.S.S.A.                 |
| 1964–65  | Callenders Athletic           | Harland Social             | L.E.S.S.A.                | Halstead                   |
| 1965–66  | Kent Police                   | Alpine United              | Brentstonians Dự bị       | Gateway                    |
| 1966–67  | Kent Police                   | Alpine United              | Gateway                   | Plumstead Casuals          |
| 1967–78  | Borough Green                 | Tunnel Sports Dự bị        | Plumstead Casuals         | Plum Lane                  |
| 1968–69  | Old Saxonians                 | Sevenoaks Town             | Halstead United           | Sutton Athletic            |
| 1969–70  | B.O.C.M.                      | Plum Lane                  | Sutton Athletic           | Hoo Institute              |
| 1970–71  | Plum Lane                     | Sutton Athletic            | Hoo Institute             | Eastcourt United Dự bị     |
| 1971–72  | Callenders Athletic           | Hoo Institute              | Northcote Invicta         | Swanscombe United          |
| 1972–73  | Dockland Settlement           | Eastcourt United           | Swanscombe United         | Ex Blues                   |
| 1973–74  | Fisher Athletic               | Swanscombe United          | Samuel Montague Boys Club | Elliotts Social            |
| 1974–75  | Fisher Athletic               | Samuel Montague Boys Club  | Elliotts Social           | Empire Paper Mills         |
| 1975–76  | Old Saxonians                 | Sevenoaks Town Social      | Seal                      | Cuxton Social              |
| 1976–77  | Sutton Athletic               | Swanscombe United          | Dusseks Social            | Ex Blues                   |
| 1977–78  | Fisher Athletic Dự bị         | Stansfeld                  | Town Social               | Samuel Montague Boys Club  |
| 1978–79  | Maidstone United Dự bị        | Invicta                    | I.T.T. Footscray          | Eccles                     |
| 1979–80  | Samuel Montague Old Boys      | Elliotts Social            | Bowater Sports            | Oakwood Hospital           |
| 1980–81  | Sevenoaks                     | Bowater Sports             | Ex Blues                  | AFC Eltham                 |
| 1981–82  | Fisher Athletic Dự bị         | Oakwood Hospital           | VCD Athletic              | Winget                     |
| 1982–83  | Sevenoaks                     | Swanscombe United          | West Malling Club         | Bearsted                   |
| 1983–84  | Old Saxonians                 | Otford United              | Bearsted                  | Rusthall                   |
| 1984–85  | Stansfeld O & B Club          | VCD Athletic               | Rusthall                  | Royal George               |
| 1985–86  | Bowater Scott Sports & Social | Hawkhurst United           | Royal George              | Chatham Amateurs           |
| 1986–87  | Stansfeld O & B Club          | Bearsted                   | Paddock Wood Town         | Edenbridge United          |
| 1987–88  | Bearsted                      | Reeds International        | New Eltham                | Hollingbourne              |
| 1988–89  | Stansfeld O & B Club          | Greenways                  | Swanscombe United         | Colts 85                   |
| 1989–90  | Stansfeld O & B Club          | Eynsford                   | Westerham                 | Ten Em Bee                 |
| 1990–91  | Oakwood                       | Aylesford Paper Mills      | Platt United              | Lordswood Dự bị            |
| 1991–92  | Oakwood                       | Knockholt                  | Wellcome (Saturday)       | Strood County              |

### Phía Đông 1969–92
| Mùa giải | Senior Division East | Premier Division East   | D1 East                       | D2 East                       |
| -------- | -------------------- | ----------------------- | ----------------------------- | ----------------------------- |
| 1969–70  |                      | Lydd Town               | Folkestone Invicta            | Hammers                       |
| 1970–71  |                      | Lydd Town               | Ashford Dynamo                | North Deal United             |
| 1971–72  |                      | Ashford Dynamo          | Hythe Town                    | Betteshanger Colliery Welfare |
| 1972–73  |                      | Ashford Dynamo          | Deal Town Dự bị               | Dymchurch                     |
| 1973–74  |                      | Hythe Town              | Dymchurch                     |                               |
| 1974–75  |                      | Hythe Town              | Aylesham United               |                               |
| 1975–76  |                      | Hythe Town              | Brett Waverley                |                               |
| 1976–77  |                      | Northcliffe & Dormobile | Walmer Rovers                 |                               |
| 1977–78  |                      | Northcliffe & Dormobile | Betteshanger Colliery Welfare | Margate Dự bị                 |
| 1978–79  |                      | Folkestone Invicta      | Whitstable Old Boys           | St Margarets                  |
| 1979–80  |                      | New Romney              | Sturry                        | Bromley Green                 |
| 1980–81  |                      | New Romney              | Bromley Green                 | Margate Dự bị                 |
| 1981–82  |                      | Ashford Dynamo          | Thanet United Dự bị           | Ramsgate Dự bị                |
| 1982–83  |                      | New Romney              | Hamstreet                     | Rank, Hovis McDougall         |
| 1983–84  |                      | Bromley Green           | Rank, Hovis McDougall         | University of Kent            |
| 1984–85  | New Romney           | New Romney Res          |                               |                               |
| 1985–86  | Sturry               | Wittersham              |                               |                               |
| 1986–87  | New Romney           | Walmer Rovers           |                               |                               |
| 1987–88  | New Romney           | Walmer                  |                               |                               |
| 1988–89  | New Romney           | Phoenix Rovers          |                               |                               |
| 1989–90  | Lydd Town            | Kennington              |                               |                               |
| 1990–91  | Lydd Town            | Hythe Town Dự bị        |                               |                               |
| 1991–92  | Lydd Town            | Broomfield United       |                               |                               |

### 1992–nay
Sự tái cấu trúc lớn đã kết hợp các  Senior Divisions thành một hạng đấu Premier Division. Các hạng đấu bên dưới cũng được đổi tên.
| Mùa giải  | Premier Division                   | D1 East                | D1 West                 | D2 East                 | D2 West                | D3 West                    | D4 West           |
| --------- | ---------------------------------- | ---------------------- | ----------------------- | ----------------------- | ---------------------- | -------------------------- | ----------------- |
| 1992–93   | Sevenoaks Town                     | Lydd Town              | Ex Blues                | New Romney Dự bị        | Strood County          | Empire                     |                   |
| 1993–94   | Teynham & Lynstead                 | Lydd Town              | Ten Em Bee              | Lydd Town Dự bị         | Sutton Athletic        | Tonbridge Rangers          | Maidstone Invicta |
| 1994–95   | Stansfeld Oxford & Bermondsey Club | Milton Athletic        | AFC Egerton             | Royal George            | Maidstone Invicta      | Halstead                   |                   |
| 1995–96   | Sevenoaks Town                     | Tenterden St. Michaels | Ex Blues                | Broomfield United Dự bị | Snodland               | Hawkenbury                 |                   |
| 1996–97   | VCD Athletic                       | Rye United             | Bearsted                | Broomfield United Dự bị | Otford United          | Wickham Park               |                   |
| 1997–98   | Milton Athletic                    | New Romney             | Snodland                | Rye United Res,         | Wickham Park           | St. George's (Wrotham)     |                   |
| 1998–99   | Knatchbull                         | Kennington             | Maidstone United        | Wittersham              | St. George's (Wrotham) | Pembury                    |                   |
| 1999–2000 | Snodland                           | Norton Sports          | Phoenix Sports          | Smarden                 | AFC Blackheath         | Belvedere                  |                   |
| 2000–01   | Bearsted                           | New Romney             | Crockenhill             | New Romney Dự bị        | Oakwood                | Danson Athletic            |                   |
| 2001–02   | Bearsted                           | Kennington             | Old Roan                | Dover Gate              | Belvedere              | Farnborough Old Boys Guild |                   |
| 2002–03   | Sevenoaks Town                     | Tenterden Tigers       | Cray Valley Paper Mills | Tyler Hill              | Bromleians Sports      | Lanes End                  |                   |
| 2003–04   | Crockenhill                        | Bromley Green          | Lewisham Borough        | Borden Village          | Orpington              | Guru Nanak                 |                   |
| 2004–05   | Cray Valley Paper Mills            | Norton Sports          | Rusthall                | Hollands & Blair        | Phoenix Sports         | disbanded                  |                   |

| Season  | Premier Division                   | D1 East          | D1 West                     | D2 East              | D2 West                    |
| ------- | ---------------------------------- | ---------------- | --------------------------- | -------------------- | -------------------------- |
| 2005–06 | Lewisham Borough                   | Hollands & Blair | Holmesdale                  | Staplehurst          | Westerham                  |
| 2006–07 | Holmesdale                         | Tyler Hill       | Orpington                   | Guru Nanak           | Tudor Sports               |
| 2007–08 | Norton Sports                      | Bly Spartans     | Phoenix Sports              | Canterbury City      | Farnborough Old Boys Guild |
| 2008–09 | Hollands & Blair                   | Canterbury City  | Tonbridge Invicta           | Premier              | Old Bexleians              |
| 2009–10 | Stansfeld Oxford & Bermondsey Club | Woodstock Park   | Charlton Athletic Community | Bredhurst Juniors    | Forest Hill Park           |
| 2010–11 | Hollands & Blair                   | Bromley Green    | Farnborough Old Boys Guild  | Saga Sports & Social | Hildenborough Athletic     |

| Season  | Premier Division       | Division One           | Division Two East                               | Division Two West |
| ------- | ---------------------- | ---------------------- | ----------------------------------------------- | ----------------- |
| 2011–12 | Bromley Green          | Hildenborough Athletic | Maidstone Association Local Government Officers | Bexlians          |
| 2012–13 | Hildenborough Athletic | Fleetdown United       | Sevenoaks                                       | Peckham Town      |

| Season  | Premier Division | Division One East      | Division One West | Division Two East | Division Two West    | Division Three East | Division Three West |
| ------- | ---------------- | ---------------------- | ----------------- | ----------------- | -------------------- | ------------------- | ------------------- |
| 2013–14 | Metrogas         | Guru Nanak             | Holland Sports    | East Kent College | Phoenix Sports Dự bị | Hawkinge Town       | Stansfeld Dự bị     |
| 2014–15 | Metrogas         | Faversham Strike Force | Halstead United   | Lydd Town Dự bị   | Stansfeld Dự bị      | Kings Hill          | Lewisham Athletic   |